# Yelena Románova
Yelena Nikoláyevna Románova (Елена Николаевна Романова), de soltera Malyjina (20 de marzo de 1963 en Vorónezh, Rusia-28 de enero de 2007 en Volgogrado), fue una atleta rusa especialista en pruebas de media distancia que representó a la Unión Soviética y más tarde a Rusia, y que se proclamó campeona olímpica de los 3000 metros en los Juegos Olímpicos de Barcelona 1992.
Su primera gran competición al aire libre fue en el Campeonato Mundial de Atletismo Roma 1987, donde finalizó 5.ª en los 3000 m.
En los Juegos Olímpicos de Seúl 1988, fue 4.ª en los 3000 m, en una carrera donde hizo la mejor marca de su vida en esta prueba, con 8:30,45. La medalla de oro fue para la también soviética Tatiana Samólenko.
En 1990, logró la medalla de bronce en los Campeonatos Mundiales de Cross-country celebrados en la localidad francesa de Aix-les-Bains. Ese mismo año, tuvo una gran actuación en los Campeonatos de Europa al aire libre de Split, donde ganó la medalla de oro en los 10 000 m y la de plata en los 3000 m, prueba donde ganó la británica Yvonne Murray.
Al año siguiente, fue medalla de plata en el Campeonato Mundial de Atletismo Tokio 1991 en la prueba de 3000 m, donde la victoria correspondió a su compatriota Tatiana Dorovskikh (Samólenko de soltera).
En los Juegos Olímpicos de Barcelona 1992, Dorovskikh era la gran favorita para revalidar su oro olímpico de cuatro años antes en los 3000 m. Las otras favoritas eran la británica Yvonne Murray, que ostentaba la mejor marca mundial del año, y la propia Románova.
La final tuvo lugar el 2 de agosto, y transcurrió a un ritmo bastante lento, con Románova y Dorovskikh siempre en los puestos de cabeza, mientras Murray pronto empezó a tener problemas. La prueba se resolvió en la misma línea de meta, y Románova se alzó con la victoria con un tiempo de 8:46,04. La medalla de plata fue para Tatiana Dorovskikh (8:46,85) y el bronce para la canadiense Angela Chalmers (8:47,22).
Tras su victoria olímpica, Románova no volvería a obtener éxitos importantes. Fue 6.ª en los 3000 m en el Campeonato Mundial de Atletismo Stuttgart 1993, y también 6.ª en los 5000 m en los Juegos Olímpicos de Atlanta 1996.
En 2007, fue encontrada muerta en su domicilio por causas desconocidas.

## Resultados
| Año  | Competición        | Ciudad    | Puesto                        | Marca            |
| ---- | ------------------ | --------- | ----------------------------- | ---------------- |
| 1987 | Campeonato Mundial | Roma      | 5.ª en 3000 m                 | 8:41,33          |
| 1988 | Juegos Olímpicos   | Seúl      | 4.ª en 3000 m                 | 8:30,45          |
| 1990 | Campeonato Europeo | Split     | 2.ª en 3000 m 1.ª en 10 000 m | 8:43,68 31:46,83 |
| 1991 | Campeonato Mundial | Tokio     | 2.ª en 3000 m                 | 8:36,06          |
| 1992 | Juegos Olímpicos   | Barcelona | 1.ª en 3000 m                 | 8:46,04          |
| 1993 | Campeonato Mundial | Stuttgart | 6.ª en 3000 m                 | 8:39,69          |
| 1996 | Juegos Olímpicos   | Atlanta   | 6.ª en 5000 m                 | 15:14,09         |

## Marcas personales
- 1500 metros: 4:00,91 (Mónaco, 11 de agosto de 1992).
- 3000 metros: 8:30,45 (Seúl, 25 de septiembre de 1988).
- 5000 metros: 15:05,94 (Estocolmo, 12 de julio de 1994).
- 10 000 metros: 31:46,83 (Split, 1 de septiembre de 1990).